# ふぉっくす紺子
ふぉっくす紺子（ふぉっくすこんこ）は、PCパーツブランド・FOXCONN製品の日本国内での販促に用いられているマスコットキャラクター。
キツネをモチーフにしたケモノ系少女で、FOXCONNのロゴマークがデザインされたシャツを着ている。
キャラクターデザインは永野つかさ。
他PCパーツベンダのマスコット、ギガバイ子や蒼ちゃんといったキャラクターが実質上消滅していた時期に、代理店が販促に積極的に扱うマスコットキャラクターとして活躍した。

## 設定
永野のWebサイトでは「ふぉっくす紺子ちゃん」と紹介されている。なお初出時のキャラクター名は「フォックス紺子」だった。
金髪で、キツネ耳と尻尾が生えている幼い女の子。狐の妖精で、火の精霊を召喚する能力がある。身長100cm。年齢は明言されていないが、ランドセル姿のイラストが描かれている。可愛いが怒らせると怖い、怪力の持ち主。好きな食べ物はスイーツ。「妖精の国」のPCパーツショップでFOXCONN製品を販売している。誕生日は12月9日。

## 展開
ふぉっくす紺子のキャラクター展開は、FOXCONNの日本輸入代理店・ユニスターと日本販売代理店・ユニティウィンズが独自に行っていた。
2006年12月に、キューブ型PC自作キットの日本国内版マニュアルで挿絵として使われたのが初出。そのうち1ヶ所で、大きなポロシャツ1枚だけを羽織った姿が描かれていた（このキットにはXXXLサイズのシャツが同時にオマケとして付属した）。
その後、FOXCONN製ビデオカードに付属するオマケとしてトレーディングカードが作成された（現在は付属しない）。
また、ユニティウィンズのWebサイトでは『プチ*コン』が連載されていた。
2008年4月7日より、単独のキャラクター商品として、携帯電話の待受画面用イラストの販売を開始。
AKIBA PC Hotline!の調査によれば、2009年は活動が確認されておらず、FOXCONN販促物としての今後の展開は不明であった。
しかし、2010年3月15日にFOXCONN日本正規代理店であるリンクスインターナショナルがマスコットキャラクターとして再び採用した。
また2010年5月26日よりアスキー・メディアワークスのwebサイトにて4コマ漫画の連載が始まった。
2014年10月23日、萌えキャラ学会の正会員となった。

## 『プチ*コン』
プチ*コンは、ふぉっくす紺子を登場キャラクターとしたWebコミック。ユニティウィンズのWebサイトで不定期連載されていた。第1話は4コマ漫画であったが、第2話以降はストーリー漫画となっていた。FOXCONN商品の販促というよりは、ギャグテイストが強かった。
本編と並行して、永野のWebサイト上で、番外編の4コマ漫画が描かれている。

## 『ふぉっくす紺子ちゃん2.0+』
ふぉっくす紺子ちゃん2.0+は、ふぉっくす紺子を登場キャラクターとしたwebコミックである。2010年5月26日よりアスキー・メディアワークスが運営するwebサイト「ASCII.jp×アキバ」にて連載開始。4コマ漫画形式で基本的に毎週水曜日に更新。最新話のみが閲覧可能となっており過去話は閲覧できない。FOXCONN及びユニティウインズとの関係は不明。